# Ingeborg Knipper
Ingeborg Knipper (* 31. August 1932 in Leverkusen) ist eine Hamburger Politikerin der CDU und ehemaliges Mitglied der Hamburgischen Bürgerschaft.

## Leben
Ingeborg Knipper ist ausgebildete Realschullehrerin für Deutsch und Musik. Von 1969 bis 1997 arbeitete sie als Seminarleiterin in der Lehrerausbildung für Volks- und Realschullehrer bzw. -lehrerinnen. Sie hat sich neben ihrem Beruf politisch engagiert. Sie ist unverheiratet und hat keine Kinder.

## Politik
Sie ist seit 1961 Mitglied in der CDU und war acht Jahre in der Bezirksversammlung Hamburg-Eimsbüttel als Abgeordnete.
Sie war von Juni 1982 bis 1997 Mitglied der Hamburgischen Bürgerschaft. Ihre politischen Schwerpunkte dort waren die Bildungspolitik, vor allem Schule und Hochschule. In späteren Jahren wurde auch die Haushaltspolitik ein Betätigungsfeld der Politikerin.
Von 2002 bis 2003 war sie Leiterin des Amtes für Schule (seit 2003 Amt für Bildung) in der damaligen Hamburger Behörde für Bildung und Sport (BBS).